# Полоцьке Богоявленське братство

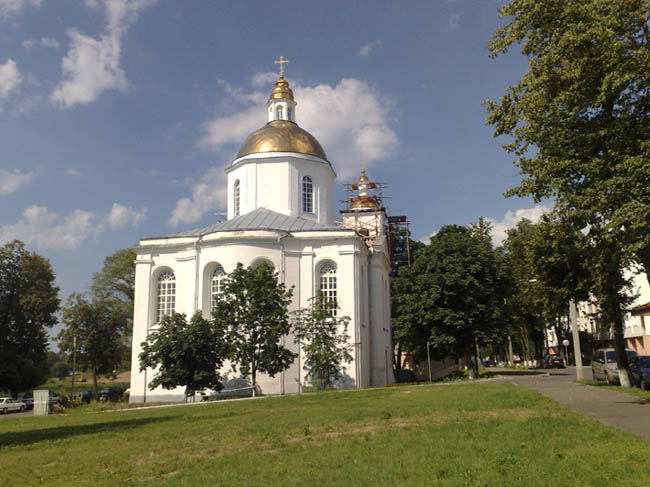
Богоявленський монастир Полоцька

Полоцьке Богоявленське братство — національно-релігійна громадська організація православних білоруських шляхтичів Полоцького воєводства та міщан Полоцьку, що існувало з кінця XVI до кінця XVII століття.

## Історія
Засновано при Богоявленському церкві та монастирі (фундовано 1582 року) наприкінці 1580-х або на початку 1590-х років. Братство було організовано за демократичним принципом: усі братчики користувалися однаковими правами, питання вирішувалися на загальних зборах більшістю голосів. Для ведення справ організації обиралися чотири старших братчика. Через рік обрані звітували про виконану роботу. Після укладання 1596 року Берестейської церковної унії братство втратило Богоявленську церкву, яку захопили уніати. Водночас довелося боротися з впливом єзуїтів.
12 липня 1633 року отримано дозвіл на започаткування братської школи. 17 липня того ж року на прохання братчиків, зокрема шляхти з Полоцького воєводства, король Владислав IV дав дозвіл будувати братську православну церкву, монастир. Водночас узаконено існування самого братства.
Того ж року земський суддя Севостьян Мирський пожертвував для школи ділянку землі на вул. Великої для «збудованья школи для науки дітям хрестіанскім». В Полоцької братській школі навчання і виховання носило релігійний характер. Діти православної шляхти, духовенства, ремісників й купців вивчали в ній слов'янську, грецьку та латинську мови, спів, риторику, арифметику. При братській школі існував також театр. З 1656 року в братській школі викладав білоруський філософ і письменник Симеон Полоцький.
У 1650-х роках місто було захоплено московськими військами. Завдяки цьому братство отримало політичну та фінансову підтримку. Наприкінці 1660-х років на вимогу уніатів братську школу було зачинено. До початку 1670-х років Полоцьке братство припинило своє існування.